# 莫里森縣
莫里森縣（英語：Morrison County）是美國明尼蘇達州中部的一個縣。面積2,987平方公里。根據美國2000年人口普查，共有人口31,712人。縣治利特爾福爾斯 (Little Falls)。
成立於1856年2月25日。縣名紀念一對拓荒者兄弟威廉和艾倫·莫里森 （William and Allan Morrison）。